# Богуславський ялинник
Богусла́вський яли́нник — ботанічна пам'ятка природи в Україні. Розташована в межах Ківерцівського району Волинської області, неподалік від села Берестяне. 
Площа 5,9 га. Статус надано згідно з рішенням облвиконкому № 226 від 31.10.1991 року. Перебуває у віданні ДП «КСЛП Ківерціліс» (Дернівське л-во, кв. 19, вид. 15-17). 
Статус надано для збереження частини лісового масиву Цуманської пущі з високобонітетними насадженнями ялини звичайної, віком 60—70 років. 
Пам'ятка природи «Богуславський ялинник» входить до складу національного природного парку «Цуманська Пуща».